# نبرد پلاسی
نبرد پلاسی پیروزی قاطع کمپانی هند شرقی بریتانیا بر نواب بنگال و متحدان فرانسوی او در ۲۳ ژوئن ۱۷۵۷ به رهبری رابرت کلایو بود، فرار میر جعفر این پیروزی را آسان‌تر کرد. فرمانده کل نواب سراج الدوله بود. این نبرد به کمپانی هند شرقی بریتانیا کمک کرد تا کنترل بنگال را به دست بگیرد. در طول صد سال بعد، آنها کنترل اکثر شبه قاره هند، میانمار و افغانستان را نیز به دست گرفتند. جنگ در پالاشی در سواحل رودخانه هوگلی، در حدود ۱۵۰ کیلومتری (۹۳ مایلی) شمال کلکته و جنوب مرشدآباد، پایتخت آن زمان سوبا بنگال (اکنون در بخش نادیا در بنگال غربی) روی داد.
طرفین نبرد، نواب سراج الدوله، آخرین نواب مستقل بنگال و شرکت هند شرقی بریتانیا بودند. او جانشین علی‌وردی خان (جد مادری‌اش) شد. سراج الدوله سال پیش نواب بنگال شده بود و به انگلیسی‌ها دستور داده بود که از گسترش استحکامات و دژهای خود خودداری کنند. رابرت کلایو به میر جعفر، فرمانده کل ارتش نواب رشوه داد و همچنین وعده داد که او را نواب بنگال کند. کلایو در سال ۱۷۵۷ میلادی سراج الدوله را در پلاسی شکست داد و کلکته را تسخیر کرد. پیش از این درگیری، یورش نواب سراج الدوله به کلکته تحت کنترل بریتانیا و کشتار سیاه چاله صورت گرفته بود. انگلیسی‌ها قوای کمکی را تحت نظر سرهنگ رابرت کلایو و دریاسالار چارلز واتسون از مدرس به بنگال فرستادند و کلکته را بازپس گرفتند. بعد از آن کلایو ابتکار عمل را برای تصرف قلعه فرانسوی چندنگر به دست گرفت. تنش و بدگمانی بین سراج الدوله و انگلیسی‌ها در نبرد پلاسی به اوج خود رسید.